# Vergara Marques
Luiz Carlos Vergara Marques (Jaguarão, RS, 7 de novembro de 1930 – Porto Alegre, RS, 24 de março de 2016) foi um radialista gaúcho com atuação como turfman e narrador de turfe. Idealizou e atuou no programa Turfe e boa música na rádio Itaí de Porto Alegre, obtendo grandes índices de audiência. Foi diretor da Rádio da Universidade do Rio Grande do Sul em 1984 e administrador do Planetário de Porto Alegre.
Sua atuação profissional lhe valeu prêmios como o Negrinho do Pastoreio, o J. Bronquinha e o da Casa do Artista Riograndense. Em nível nacional, conquistou o prêmio da Gazeta de São Paulo, da Associação dos Cronistas de Turfe de São Paulo, do Jóquei Clube de São Paulo e o prêmio Jóquei Clube Brasileiro. Em 1988, foi-lhe atribuído o título de cidadão de Porto Alegre.